# Manihot anisophylla
Manihot anisophylla är en törelväxtart som först beskrevs av August Heinrich Rudolf Grisebach, och fick sitt nu gällande namn av Johannes Müller Argoviensis. Manihot anisophylla ingår i släktet Manihot och familjen törelväxter. Inga underarter finns listade i Catalogue of Life.